# Rhagio notatus
Rhagio notatus är en tvåvingeart som först beskrevs av Johann Wilhelm Meigen 1820.  Rhagio notatus ingår i släktet Rhagio och familjen snäppflugor. Enligt den finländska rödlistan är arten otillräckligt studerad i Finland. Arten har ej påträffats i Sverige. Artens livsmiljö är fuktiga lundar. Inga underarter finns listade i Catalogue of Life.

## Bildgalleri

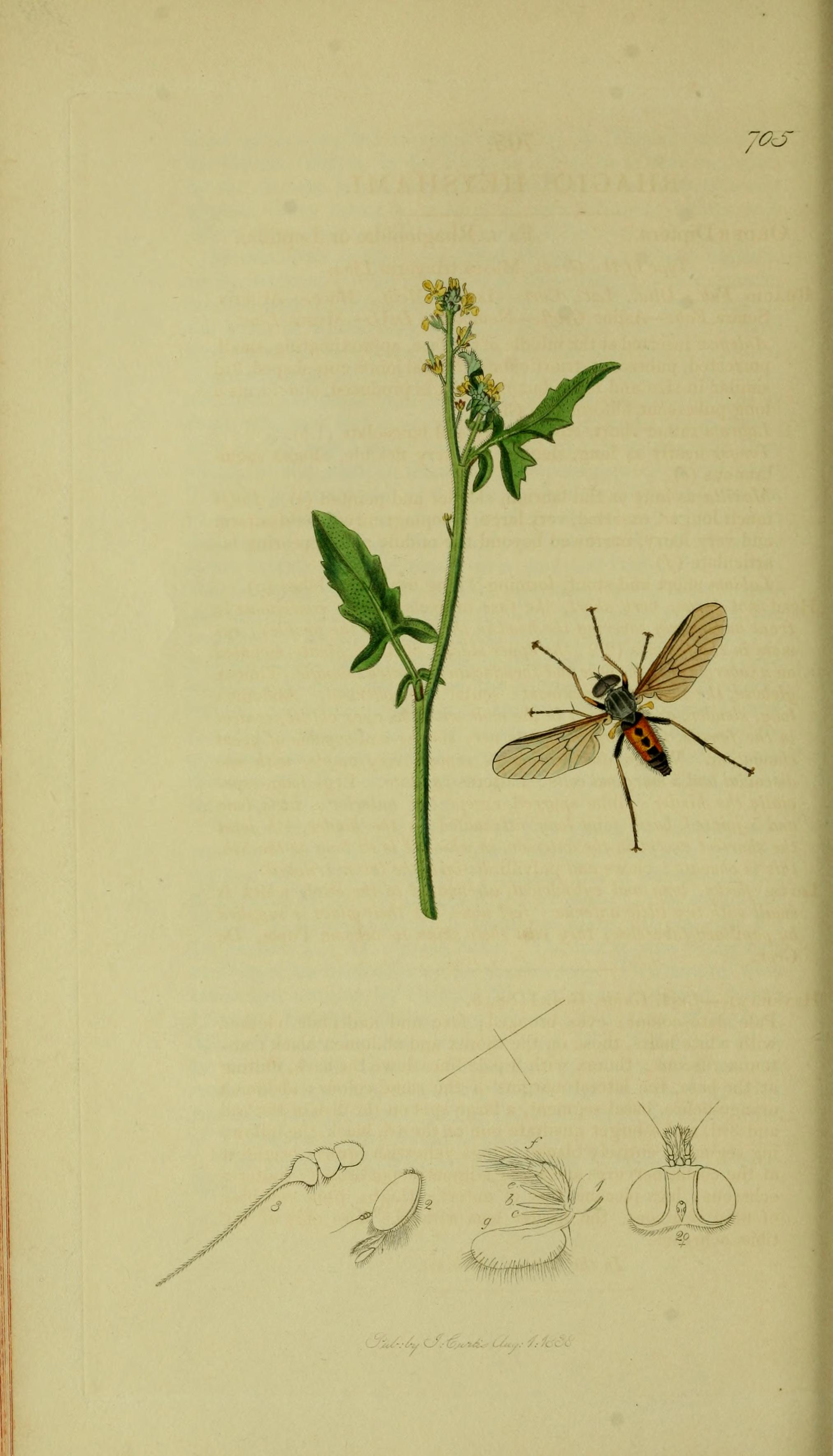
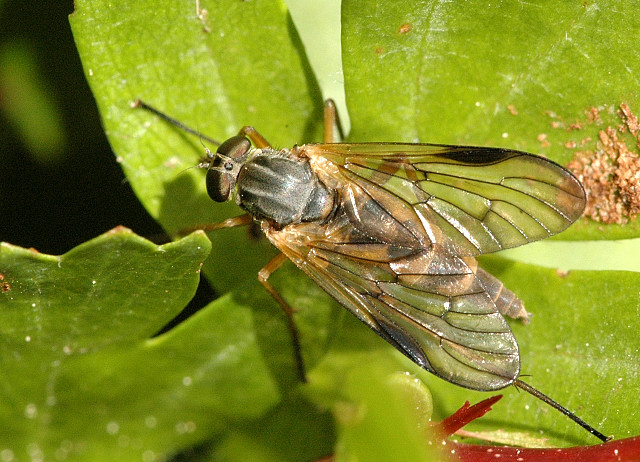
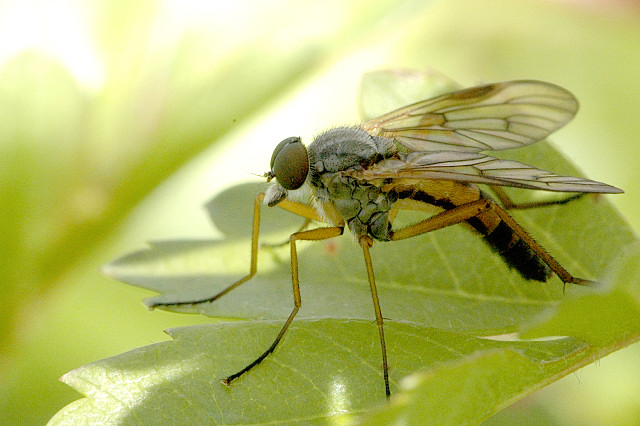
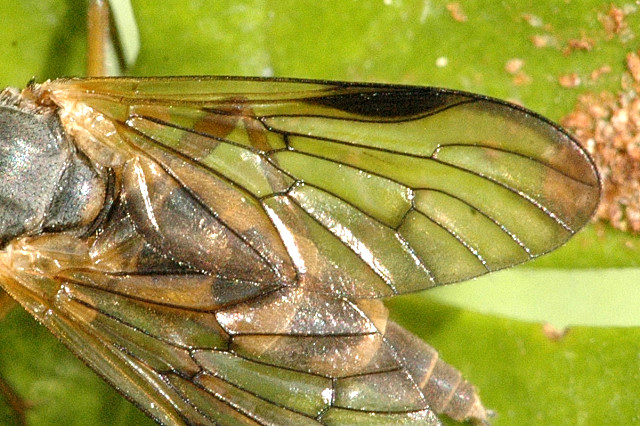